# Đại học quốc tế, Campuchia
Đại học quốc tế (IU) là một trường đại học tư thục tại thủ đô Phnôm Pênh, Campuchia. Trường được thành lập năm 2002 và được công nhận bởi Chính phủ hoàng gia Campuchia, Bộ Giáo dục, Thanh niên và Thể thao Campuchia. Ngôn ngữ sử dụng giảng dạy của trường là tiếng Anh và tiếng Khmer.

## Các khoa
- Khoa học y tế
- Điều dưỡng
- Nhân văn và Ngoại ngữ
- Khoa học và Công nghệ
- Nông nghiệp và Phát triển nông thôn
- Trường Y tế công cộng

## Quan hệ quốc tế
- Đại học Khon Kaen,
- Đại học quốc gia Lào,
- People's Friendship University of Russia,
- Đại học Rangsit,
- Research Institute of Pediatric Hematology of Russia,
- Đại học Công nghệ Rizal,
- Đại học quốc gia Malaysia,
- Cục hợp tác sinh viên,
- Vinayaka Mission's Research Foundation, Deemed University,
- Trường Y tế Thế giới,

## Thành viên trong các tổ chức

#### Quốc gia
- Hiệp hội giáo dục đại học Campuchia (CHEA)
- Accreditation Committee of Cambodia (ACC)

#### Quốc tế
- Hiệp hội Giáo dục Y tế châu Á (AMEA), Hồng Kông
- Học viện Giáo dục Y khoa Quốc tế (IIME), U. S. A.
- Association of Southeast Asian Institutions of Higher Learning (ASAIHL), based in Thái Lan
- Foundation for Advancement of International Medical Education and Research (FAIMER)
- Asia-Europe Foundation (ASEF), đóng ở Singapore